# 超自然的ホラー映画
超自然的ホラー映画、スーパーナチュラルホラー映画（英: supernatural horror movie）は、ホラー映画と超自然的映画の両方の側面を併せ持つ映画ジャンルである。超常現象には、幽霊や悪霊が登場することが多く、宗教的な要素を含んだ作品も多い。このジャンルでは、死後の世界、悪魔、憑依などのテーマがよく見られる。全ての超自然ホラー映画が宗教に焦点を当てているわけではなく、「より鮮明で陰惨な暴力」がある場合もある。

## 比較
このような映画やその他のメディアについて、批評家は超自然ホラーをサイコロジカルホラーと区別している。マティアス・クラッセンは『Why Horror Seduces』の中で、「超自然的ホラーには、物理的な法則の中断や違反が含まれており、通常は不気味な怪物や幽霊などの超自然的な機関によって具現化されたり、引き起こされたりする。一方、サイコロジカルホラーは物理的な法則の違反を伴わず、自然主義的な脅威やシナリオを特徴とする」と書いている。ポール・ミーハンも超自然ホラー映画をサイコロジカルホラーと区別している。「社会秩序に対する脅威は、幽霊屋敷、呪い、吸血鬼や狼男のようなモンスターなど、前自然的なものや異常なものからもたらされる」。
チャールズ・デリーは『Dark Dreams 2.0』の中で、超自然的なホラーと疑似科学的なホラーを、ホラーストーリーにおける「物事を説明する2つの基本的な方法」として対比させている。デリーは、「超自然的なグループには、宗教や儀式に何らかの形で関わっているすべてのモンスターやホラーを当てはめることができる」と書き、魔術、エジプト学や輪廻転生、ゾンビなどを取り上げている。アーロン・スマッツは、ホラーを「超自然ホラーと現実的なホラーという2つの主要なサブタイプを持つジャンルである」とし、「それぞれに異なる魅力がある」と述べている。